# Barcos de Skuldelev

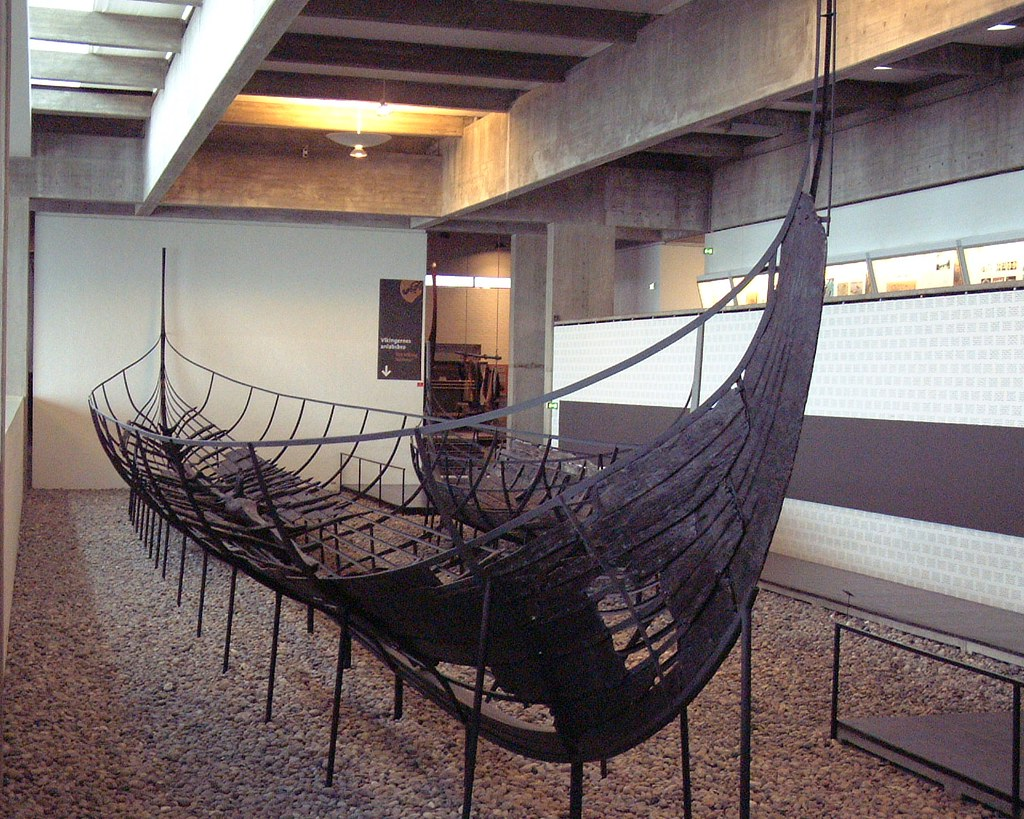
Skuldelev 2

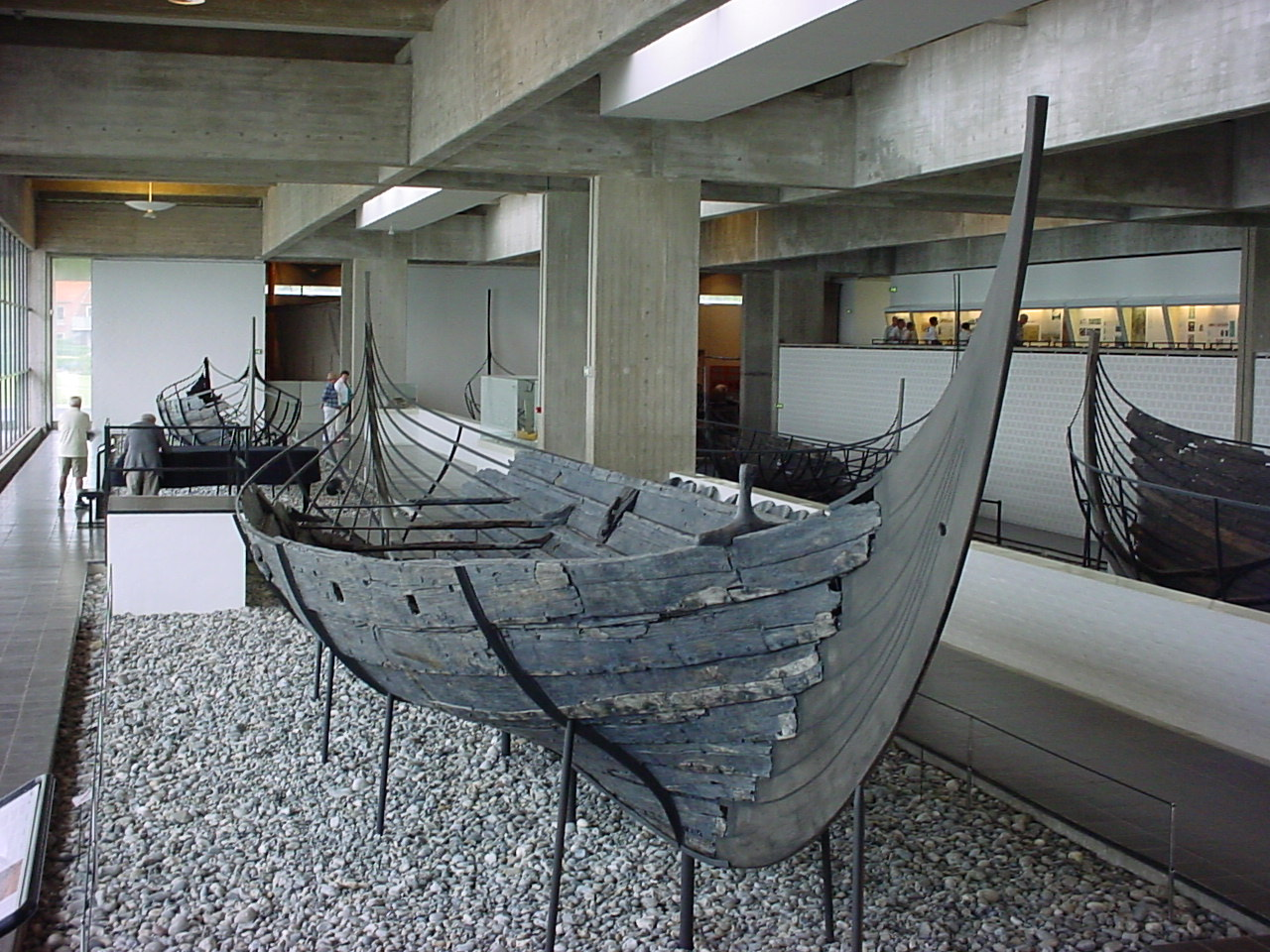
Skuldelev 3

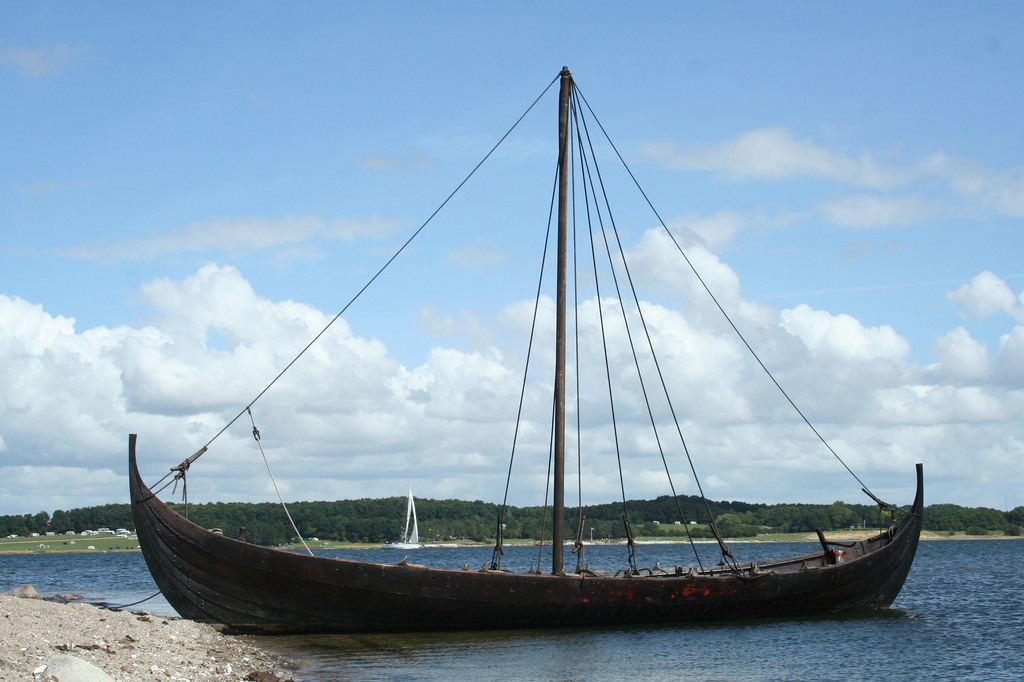
Réplica do Skuldelev 6

Os barcos de Skuldelev são cinco navios víquingues, construídos em 1030-1050 e achados em 1957 junto à pequena povoação de Skuldelev no fiorde de Roskilde na Dinamarca.
Uns são navios de guerra (dracar e snekke), outros de transporte (knarr e byrding), e um deles de pesca. Foram afundados propositamente por volta do ano 1000 - no fim da Era Viquingue - para barrar aos inimigos o acesso ao fiorde de Roskilde. Estão exibidos ao público no Museu de barcos viquingues de Roskilde.

## Os cinco navios
As cinco embarcações vikings encontradas na região de Skuldelev, na Dinamarca

- Skuldelev 1 (grande navio de carga de origem norueguesa; provavelmente do tipo knorr)
- Skuldelev 2 (navio de guerra de origem irlandesa)
- Skuldelev 3 (pequeno navio de carga de origem dinamarquesa)
- Skuldelev 5 (embarcação de guerra de médio porte de origem dinamarquesa; do tipo snekke)
- Skuldelev 6 (pequeno navio de pesca de origem norueguesa)